# Nik Čemažar
Nik Čemažar (Kranj, 2 agosto 1999) è un ex ciclista su strada sloveno.

## Palmarès

### Strada
- 2016 (Juniores, una vittoria)

Campionati sloveni, Prova in linea Junior
- 2017 (Juniores, due vittorie)

Campionati sloveni, Prova a cronometro Junior
Campionati sloveni, Prova in linea Junior
- 2021 (KK Kranj, una vittoria)

Adriatic Race

## Piazzamenti

### Competizioni mondiali
- Campionati del mondo

Doha 2016 - Cronometro Junior: 19º
Doha 2016 - In linea Junior: ritirato
Bergen 2017 - Cronometro Junior: 9º
Bergen 2017 - In linea Junior: 54º
Innsbruck 2018 - In linea Under-23: ritirato
Fiandre 2021 - Cronometro Under-23: 35º
- Campionati del mondo gravel

Veneto 2022 - Elite: 48º

### Competizioni europee
- Campionati europei

Plumelec 2016 - Cronometro Junior: 10º
Plumelec 2016 - In linea Junior: 93º
Herning 2017 - Cronometro Junior: 6º
Herning 2017 - In linea Junior: 86º
Zlín 2018 - In linea Under-23: ritirato
Alkmaar 2019 - Cronometro Under-23: 27º
Alkmaar 2019 - In linea Under-23: ritirato
Plouay 2020 - Cronometro Under-23: 21º
Plouay 2020 - In linea Under-23: 59º
Trento 2021 - Cronometro Under-23: 18º
Trento 2021 - In linea Under-23: 55º
- Giochi europei

Minsk 2019 - In linea: 82º
Minsk 2019 - Cronometro: 21º